# Le Mont-Saint-Adrien
 Le Mont-Saint-Adrien  es una comuna y población de Francia, en la región de Picardía, departamento de Oise, en el distrito de Beauvais y cantón de Auneuil.
Su población en el censo de 1999 era de 626 habitantes.
Está integrada en la Communauté d'agglomération du Beauvaisis.

## Demografía
| 211 | 257 | 321 | 440 | 472 | 626 |
| Para los censos de 1962 a 1999 la población legal corresponde a la población sin duplicidades (Fuente: INSEE [Consultar]) |     |     |     |     |     |